# Nie jedzcie stokrotek
Nie jedzcie stokrotek (ang. Please Don't Eat the Daisies) – amerykański film komediowy z 1960 roku na podstawie książki Jean Kerr.

## Fabuła
Larry Mackay jest cenionym nowojorskim krytykiem teatralnym. Jego żona Kate zajmuje się domem i czwórką niesfornych dzieci. Zajęty pracą Larry ma coraz mniej czasu dla rodziny. Na domiar złego na horyzoncie pojawia się Deborah, gwiazdka Broadwayu, która w coraz bardziej nachalny sposób zaczyna flirtować z Larrym. Kate postanawia podjąć walkę o męża. 

## Główne role
- Doris Day - Kate Mackay
- David Niven - Larry Mackay
- Janis Paige - Deborah Vaughn
- Spring Byington - Suzie Robinson
- Richard Haydn - Alfred North
- Patsy Kelly - Maggie
- Jack Weston - Joe Positano
- John Harding - McQuarry
- Margaret Lindsay - Mona James
- Carmen Philips - Mary Smith